# Беспощадный (эсминец, 1950)
«Беспощадный», «Damietta» (араб. دمياط‎) — советский (1951—1962, 1968—1991) и египетский (1962—1968) эскадренный миноносец проекта 30-бис тип Смелый. Начало и конец боевой службы провёл в составе Черноморского флота ВМФ СССР. С 1992 года плавучая казарма ПКЗ-36 в составе ВМФ России. В 1997 году разделана на металл.

## Характеристики
- Водоизмещение: 3101 т.
- Размеры: длина — 120,5 м, ширина — 12 м, осадка — 4,25 м.
- Скорость полного хода: 36,6 узлов.
- Дальность плавания: 3660 миль при 15,5 узлах.
- Силовая установка: ГТЗА типа ТВ-6, двухвальная, 60000 л. с.
- Экипаж 286 человек.

### Вооружение
Две двухорудийные 130-мм артиллерийские установки башенного типа Б-2ЛМ, одна двухорудийная 85-мм артустановка башенного типа 85-К, 4х2х37-мм зенитных установок В-11, 3x25-мм зенитных автоматов 2М-3м, 2x553-мм пятитрубных торпедных аппарата, 2 противолодочных бомбомёта БМБ-2, глубинные бомбы (ББ-1), якорные мины (36 шт. типа КБ «Краб», УКСМ). На первых кораблях вместо В-11 устанавливались 5х1х37 мм, а вместо БМБ-2 устанавливался БМБ-1.
Система управления артогнём главного калибра включала КДП с РЛС «Заря», стрельбовую РЛС, электромеханическую ПУС «Мина 30 бис» (использовалась также для выхода в торпедную атаку и управления торпедной стрельбой). Для управления зенитной стрельбой 85 мм установки 85-К МПУАЗО с использованием электромеханического линейного построителя. Стрельба из ТА осуществлялась как воздухом, так и с использованием пороховых ПВЗ центральной наводкой, с ходового поста с использованием Пр.1Н (Ночной торпедно-артиллерийский визир) и инклинометра (оптического определителя КУц.), или непосредственно с ТА с использованием торпедного визира. Использовались парогазовые торпеды 53-39, 53-56В, противолодочные торпеды СЭТ-53М. На кораблях устанавливалась ГАС «Тамир-5М» и РЛС обнаружения воздушных целей «Гюйс-1». Для управления бомбомётами и бомбосбрасывателями на ходовом посту устанавливался электромеханический «Рекордер».

## История строительства
Эскадренный миноносец «Беспощадный» был зачислен в списки кораблей ВМФ СССР 15 апреля 1949 года. Был заложен 28 мая 1950 года на Николаевском судостроительном заводе № 445 имени 61 коммунара, заводской № 1109. Был спущен на воду 30 сентября 1950 года, вступил в строй 27 июня 1951 года. 29 июля 1951 года на корабле был поднят Военно-морской флаг, он вошёл в состав Черноморского флота ВМФ СССР..

## Служба
В 1951 году в составе 2-й серии эскадренных миноносцев проекта 30-бис Черноморского флота ВМФ СССР («Безупречный», «Бурный», «Беспощадный», «Безжалостный», «Бесшумный») вошёл в Эскадру Черноморского флота.
Имел бортовые (тактические) номера: 116 (1959), 545 (1961), 372 (1975), 513 (1978), 546 (1981), 560, 530 (1987).
31 мая — 4 июня 1954 года отряд кораблей Черноморского флота в составе крейсера «Адмирал Нахимов» и эскадренных миноносцев «Буйный» и «Беспощадный» под командованием командующий Черноморским флотом адмирала С. Г. Горшкова совершил официальный визит в Народную Республику Албанию и нанёс визит в Дуррес
30 июня 1959 года был выделен для передачи Египту, в январе 1962 года передан в Александрии ВМС Египта под названием «Damietta» и 9 февраля 1962 года исключён из состава ВМФ СССР.
В 1968 году был возвращён египетским командованием СССР и 15 июля 1968 года под тем же наименованием — «Беспощадный» — вторично включён в состав ЧФ.
Капитально отремонтирован в Судостроительном заводе имени Орджоникидзе в Севастополе, прошёл модернизацию по проекту 30БВ и в 1981 году вошёл в состав 65-го дивизиона эсминцев.
В 1983 году в/ч 63942 по штату 61/4-А в составе 65-го дивизиона эсминцев 39-й дивизий морских десантных сил Черноморского флота. В августе 1983 года корабли 39 диМДС участвовали в учении «Юг-83».
9 февраля 1988 года был разоружён, вновь исключён из состава ВМФ в связи с намечаемой сдачей в ОФИ для демонтажа и реализации и 17 июля 1988 года был расформирован. 19 октября 1988 года был переклассифицирован в плавучую казарму с переименованием в ПКЗ-36. С 26 июля 1992 года в составе ВМФ России.
28 февраля 1994 года была исключена из списков флота и переведена на отстой в Троицкой бухте и впоследствии продана на металл. В 1997 году продан на слом в Турцию.